# ترز کیرونگوزی
ترز ایزی کیرونگوژی (متولد ۳ ژوئن ۱۹۷۳) مهندس صنایع اهل کنگو است. او به‌خاطر طراحی ربات‌های ترافیکی که نخستین بار در اواخر سال ۲۰۱۳ در دو نقطه از کینشاسا نصب شدند، شناخته می‌شود.تا سال ۲۰۱۵، پنج ربات در کینشاسا و یک ربات نیز در لوبومباشی مورد استفاده قرار گرفته‌اند.استفاده از این ربات‌ها به‌عنوان چراغ راهنمایی، احتمالاً پدیده‌ای منحصربه‌فرد در جمهوری دموکراتیک کنگو محسوب می‌شود.

## اوایل زندگی
کیرونگوزی در سوم ژوئن ۱۹۷۳ در کینشاسا، زئیر (جمهوری دموکراتیک کنگو کنونی) متولد شد. او پیش از آغاز تحصیلات دانشگاهی، در مؤسسه عالی تکنیک‌های کاربردی در زادگاهش به تحصیل پرداخت. علاقه او به ایمنی ترافیک ریشه در کودکی دارد، زمانی که شاهد فوت برادرش در اثر تصادف با وسیله نقلیه بود.این رویداد تأثیر عمیقی بر زندگی و مسیر حرفه‌ای او گذاشت.

## ربات‌های ترافیک
کیرونگوزی به‌دلیل طراحی و ساخت ربات‌های انسان‌نمایی که ترافیک کینشاسا را مدیریت می‌کنند، شهرت یافته است. ایدهٔ اولیهٔ این ربات‌های ترافیکی در جلسات بحث میان کیرونگوزی و همکارانش در مؤسسه عالی تکنیک‌های کاربردی شکل گرفت. کیرونگوزی انگیزهٔ خود را از مشکلات رایج ترافیکی مانند بی‌توجهی رانندگان به چراغ‌های راهنمایی، فرار از محل تخلف و رشوه‌خواری برای اجتناب از جریمه گرفته است. او به دنبال راه‌حلی مطمئن‌تر و فسادناپذیر برای اجرای قوانین راهنمایی و رانندگی بود. به باور او، این ربات‌ها می‌توانستند هم شهروندان را در برابر قانون پاسخگو نگه دارند و هم به دولت کمک کنند تا با درآمد حاصل از جریمه‌ها، زیرساخت‌های شهری را توسعه دهد. ربات‌های ترافیکی توسط شرکت «فناوری زنان» (Wotech) تولید می‌شوند که انجمنی تحت مدیریت کیرونگوزی است. این شرکت با ترکیب فناوری و نوآوری، گامی مؤثر در بهبود نظم ترافیکی شهر برداشته است.

### مراحل اولیه و طراحی
نسل اول این ربات‌ها در سال ۲۰۱۳ با هزینه ساخت ۱۵۰۰۰ دلار برای هر واحد راه‌اندازی شد، درحالی‌که نسل جدید که در ۴ مارس ۲۰۱۵ معرفی گردید، با قیمت ۲۷۵۰۰ دلار به ازای هر ربات عرضه شد. این ربات‌های ۲۵۰ کیلوگرمی (۵۵۰ پوندی) با ارتفاع ۲٫۵ متری (۸ فوت و ۲ اینچ)، از جنس آلومینیوم ساخته شده‌اند تا مقاومت بهتری در برابر شرایط آب‌وهوایی استوایی داشته باشند. منبع تأمین انرژی مستقل این ربات‌ها، پنل‌های خورشیدی نصب‌شده در بالای ساختارشان می‌باشد که مزیت قابل توجهی در شهری با محدودیت دسترسی به برق محسوب می‌شود. این ربات‌های ترافیکی انسان‌نما قابلیت چرخش نیمتنه بالایی و حرکت بازوها را دارند و می‌توانند همانند یک افسر ترافیک انسانی، با حرکات مشخص، جریان وسایل نقلیه را کنترل کنند. برخی مدل‌های پیشرفته‌تر حتی قادر به تشخیص عابران پیاده بوده و با ارسال پیام‌های صوتی، زمان مناسب برای عبور از خیابان را به آن‌ها اعلام می‌کنند. در حالت انتظار، این ربات‌ها با پخش ملودی‌های آموزشی، قوانین ترافیکی را به شهروندان یادآوری می‌نمایند. هدف اولیه، استقرار این ربات‌ها در نقاط حساس شهر کینشاسا می‌باشد. بااین‌حال، کارشناسان برآورد کرده‌اند که برای پوشش ۶۰۰ تقاطع استراتژیک و پرخطر این شهر، نیاز به بودجه‌ای حدود ۱۲ میلیون دلار آمریکا وجود دارد. این مبلغ با در نظر گرفتن هزینه‌های نگهداری و قیمت هر ربات که بین ۱۰۰۰۰ تا ۲۰۰۰۰ دلار متغیر است، محاسبه شده است.

### گسترش
پس از نصب دو نمونه اولیه در سال ۲۰۱۳، در مارس همان سال سه ربات از نسل جدید به پایتخت و پنج ربات دیگر به مقامات استان کاتانگا تحویل داده شد که سه مورد از آنها در شهر لوبومباشی مستقر گردید. وال مانگا، رئیس کمیسیون ملی ایمنی راه‌ها، با استقبال از این طرح اظهار داشت: «این گامی مثبت در حوزه ایمنی ترافیک است. ما باید این ربات‌های هوشمند را تکثیر کرده و در تقاطع‌های مختلف شهرها و مراکز پرجمعیت کشور نصب کنیم.» هر واحد از این ربات‌ها با قیمت تقریبی ۲۵۰۰۰ دلار (معادل ۲۲۰۰۰ یورو) به فروش می‌رسد که هزینه آن با توجه به سیستم مستقل انرژی خورشیدی متغیر است. این شرکت به‌طور مستمر در حال توسعه فناوری خود می‌باشد. مدیر پروژه در این باره توضیح می‌دهد: «ربات تصاویر ضبط شده توسط دوربین‌های خود را به صورت زنده برای پلیس ارسال می‌کند. در حال حاضر از امواج رادیویی استفاده می‌کنیم، اما در آینده از فیبر نوری بهره خواهیم برد که سرعت انتقال تصاویر را به میزان قابل توجهی افزایش می‌دهد.» استقرار یک ربات ترافیکی هوشمند در لوبومباشی با استقبال شهروندان مواجه شده است. نیوتا، گزارشگر محلی، خاطرنشان می‌کند که ساکنان از جایگزینی این ربات‌ها به جای افسران راهنمایی و رانندگی و همچنین قابلیت نظارتی دوربین‌های آن برای ثبت تخلفات ترافیکی استقبال کرده‌اند. این در حالی است که یک سال پیش از آن، دو ربات مشابه با قابلیت انرژی خورشیدی در تقاطع‌های پایتخت نصب شده بودند که در آن زمان توجه رسانه‌ها را به خود جلب کرده بودند. با این حال، رادیو اوکاپی گزارش می‌دهد که با توجه به وضعیت نامناسب چراغ‌های راهنمایی در لوبومباشی، نگرانی‌هایی دربارهٔ کیفیت نگهداری از این ربات‌ها در آینده وجود دارد. این گزارش حاکی از آن است که اگرچه این فناوری نوآورانه می‌تواند تحول بزرگی در مدیریت ترافیک ایجاد کند، اما موفقیت بلندمدت آن به تعمیر و نگهداری مستمر وابسته خواهد بود.
شهرهای بیشتری در کنگو درصدد تهیه این ربات‌ها هستند - حداقل یک دستگاه هم‌اکنون در گوما مستقر شده است. شرکت فناوری زنان، سازنده این ربات‌ها، برنامه‌هایی برای صادرات آنها دارد و کشورهایی مانند آنگولا، جمهوری کنگو، ساحل عاج و نیجریه ابراز علاقه کرده‌اند. در پاسخ به این سؤال که چه زمانی شاهد استقرار این ربات‌های انسان‌نما در دیگر کشورها خواهیم بود، رئیس شرکت می‌گوید:مذاکرات در مراحل بسیار پیشرفته‌ای قرار دارد. او امیدوار است سایر کشورها نیز از این طرح استقبال کنند. حتی آرزوی دیدن این ربات‌های ساخت کنگو را در خیابان‌های نیویورک دارد. همان‌طور که در فوریه ۲۰۱۴ به رادیو اوکاپی گفته بود: این رؤیای من است. من رؤیایی بزرگ دارم. این گفته‌ها نشان‌دهنده بلندپروازی‌های او برای توسعه فناوری‌های ساخت کنگو در سطح جهانی است.
ربات‌های پیشرفته‌تر با نام‌های تاموکه، ام والکه و کیسانگا توسط کیرونگوزی و تیمش توسعه داده شدند. این سه ربات در تاریخ ۴ مارس ۲۰۱۵ توسط مقامات پلیس خریداری و تحویل گرفته شدند. در حال حاضر، حداقل پنج ربات ترافیکی در کینشاسا مستقر هستند و به کنترل و نظم‌بخشی ترافیک شهر کمک می‌کنند. این ربات‌ها بخشی از پروژه‌ای نوآورانه برای بهبود ایمنی جاده‌ها و کاهش نیاز به افسران پلیس در تقاطع‌های پرترافیک هستند.

### نوآوری
ربات‌های نسل جدید مجهز به دوربین‌هایی در «چشم‌ها» و «شانه‌ها» هستند که ترافیک را به‌طور مداوم فیلمبرداری می‌کنند. یک آنتن در بالای سر آنها نصب شده که داده‌ها را از طریق پروتکل اینترنت (IP) به مرکز کنترل منتقل می‌کند. کیرونگوزی در حال توسعه ربات‌های بیشتری است، از جمله ربات سرباز، ربات‌های تمیزکننده جاده و ربات‌هایی برای مداخله در محیط‌های سمی. او معتقد است زنان نقش مهمی در صنعتی شدن آفریقا دارند و به اندازه مردان بااستعداد هستند.

### پذیرایی
مردم محلی با اشتیاق از ربات‌ها استقبال کردند. سام استورگیس، نویسنده سرمقاله، ضمن تأیید مزایای ربات‌ها در مدیریت ترافیک، نگرانی خود را ابراز داشت که ممکن است این فناوری توجه‌ها را از مسئله گسترش بی‌رویه شهری در حومه‌ها منحرف کند. برایان سوکول، عکاس پانوس پیکچرز، خاطرنشان کرد: به نظر می‌رسد مردم در خیابان‌ها از ربات‌ها بیشتر از مأموران ترافیک انسانی در تقاطع‌های شلوغ کینشاسا اطاعت می‌کنند.
دولت جمهوری دموکراتیک کنگو از عملکرد ربات‌ها رضایت داشت و در نتیجه سه واحد جدید به نام‌های کیسانگا، موالوکه و تاموکه (توسط شرکت تکنولوژی زنان نام‌گذاری شدند) به کینشاسا اضافه کرد. همچنین پنج واحد دیگر با قیمت ۲۷٬۵۰۰ دلار برای هر ربات به منطقه معدنی کاتانگا در جنوب شرق ارسال شد. این مدل‌های جدید دارای قابلیت واکنش سریع‌تر و مجهز به رادارهای سرعت‌سنج هستند. کیرونگوزی، مهندس ترافیک، پیشنهادی برای خرید ۳۰ ربات اضافی به دولت ارائه داد که انتظار می‌رود هزینه‌های خود را از طریق کاهش تصادفات و افزایش درآمد جریمه‌ها جبران کنند. این ربات‌ها می‌توانند جایگزین افسران انسانی غیرقابل اعتماد شوند و برخلاف پلیس‌های محلی، در برابر رشوه‌گیری مصون هستند. طراحی انسان‌نمای آنها نیز به عنوان عاملی مؤثرتر از علائم ساده در کاهش سرعت رانندگان شناخته می‌شود. سلستین کانیاما، رئیس پلیس کینشاسا، این افسران الکترونیکی را مکملی ارزشمند برای شهر دانست - جایی که از سال ۲۰۰۷ تاکنون ۲٬۲۷۶ نفر در سوانح رانندگی جان باخته‌اند. با این حال، آندره کیمبوتا، فرماندار کینشاسا تأکید کرد که این ربات‌ها هرچند در تنظیم ترافیک مؤثرند، اما نمی‌توانند جایگزین کامل پلیس‌های واقعی شوند که قادر به تعقیب متخلفان و ارتقای آگاهی مدنی هستند.